# 394 v. Chr.
Portal Geschichte | Portal Biografien | Aktuelle Ereignisse | Jahreskalender | Tagesartikel

◄ |
5. Jahrhundert v. Chr. |
4. Jahrhundert v. Chr. |
3. Jahrhundert v. Chr. |
►

◄ | 410er v. Chr. | 400er v. Chr. | 390er v. Chr. | 380er v. Chr. |
370er v. Chr. |
►

◄◄ | ◄ | 397 v. Chr. | 396 v. Chr. | 395 v. Chr. | 394 v. Chr. |
393 v. Chr. |
392 v. Chr. |
391 v. Chr. |
► |
►►

## Ereignisse

### Politik und Weltgeschehen

#### Westliches Mittelmeer
- Marcus Furius Camillus, Lucius Furius Medullinus, Gaius Aemilius Mamercinus, Lucius Valerius Potitus Poplicola, Spurius Postumius Albinus Regillensis und Publius Cornelius Scipio werden römische Konsulartribunen.

#### Östliches Mittelmeer
- Der Stratege Thrasybulos beginnt mit dem Wiederaufbau der Langen Mauern zwischen Athen und der Hafenstadt Piräus.
- Schlacht von Knidos: Durch den Ausbruch des Korinthischen Krieges im Vorjahr, zieht sich die spartanische Armee unter König Agesilaos II. aus Kleinasien zurück. Die Flotte wird aus der Ägäis zurückgerufen. Die vereinigte attisch-persische Flotte unter Konon und Pharnabazos wird geschickt, die Spartaner aufzuhalten. Vor Knidos treffen beide Flotten aufeinander. Im Zuge der Schlacht verlieren die Spartaner ihre gesamte Flotte von 85 Trieren, Navarch Peisandros wird bei den Kämpfen getötet. Dies bedeutet das Ende der spartanischen Vormacht in der Ägäis.
- Schlacht von Nemea: Eine spartanische Armee von 18.000 Mann durchquert den Peloponnes und marschiert auf Korinth zu, wo die alliierten Armeen Thebens, Argos’, Athens und Korinths stationiert sind. Beide Heere treffen bei Nemea aufeinander. Der Kampf endet mit einem entscheidenden Sieg für Sparta. Dennoch muss das Heer sich, durch seine Verluste geschwächt, nach Sparta zurückziehen und kann nicht bis Korinth vordringen.
- Schlacht von Koroneia: Der spartanische König Agesilaos II. führt sein Heer von rund 15.000 Mann nach Böotien. Bei Koroneia trifft es auf die Armeen des Korinthischen Bundes. In dem folgenden Kampf der zwei Phalanxen, der mit einem Sieg der Spartaner endet, kommen etwa 950 Soldaten ums Leben.
- In Phleius wird die seit kurzem bestehende Oligarchie gestürzt.
- In Tegea brennt der Tempel der Athene, einer der bedeutendsten religiösen Orte Griechenlands, nieder.

#### Asien
- Armog folgt Zare auf den Thron von Großarmenien.
- Lie von Han folgt Jing von Han auf den Thron Han-Chinas.

### Wissenschaft und Technik
- 14. August: Über Italien, Nordgriechenland und Kleinasien wird eine ringförmige Sonnenfinsternis beobachtet.

- In seinem zehnten Regierungsjahr (395 bis 394 v. Chr.) lässt der achämenidische König Artaxerxes II. den Zusatzmonat Addaru II schalten, der am 15. März[1] beginnt.
- Im babylonischen Kalender fällt der Jahresbeginn des 1. Nisannu auf den 13.–14. April[1], der Vollmond im Nisannu auf den 28.–29. April[1] und der 1. Tašritu auf den 8.–9. Oktober[1].[2]

### Natur und Umwelt/Katastrophen
- Über einen Ausbruch des Ätna wird berichtet.

## Geboren
- 394 oder 393 v. Chr.: Apollodor, attischer Politiker und Redner († nach 343 v. Chr.)

- Polyperchon, griechischer Feldherr († um 303 v. Chr.)

## Gestorben
- Peisandros, spartanischer Feldherr